# Mas Ribas (Cabanes)
Mas Ribas és una masia del municipi de Cabanes (Alt Empordà) inclosa en l'Inventari del Patrimoni Arquitectònic de Catalunya.

## Descripció
Situat al sud-est del nucli urbà de la població de Cabanes, a escassa distància de la vila. S'hi accedeix per un camí que s'agafa davant del cementiri municipal.
Mas format per diversos cossos adossats que li confereixen una planta irregular. L'edifici principal, situat al mig de la construcció, és rectangular i té la coberta de quatre vessants de teula, la qual presenta un altell a manera de torre cobert amb teulada de quatre aigües també. Consta de planta baixa i dos pisos, amb la façana principal orientada a migdia. A la planta baixa hi ha tres grans portals d'arc rebaixat, el principal bastit amb maons i els brancals fets de carreus de pedra ben escairats. Els dos laterals presenten els emmarcaments d'obra arrebossats. Destaca un contrafort bastit en pedra, carreus i maons que reforça la part de la façana situada al costat del portal. A la façana de llevant hi ha una terrassa adossada al nivell del pis i un pou de planta circular, bastit en pedra i maons, amb el parament arrebossat. La resta de cossos que formen part del conjunt, destinats a magatzems i per als usos agrícoles, presenten les cobertes d'una i dues vessants i estan distribuïts en dues plantes. Majoritàriament presenten finestres d'obertura rectangular i portals d'arc rebaixat, tot i que algunes parts es troben enrunades i d'altres han estat reformades en totxo.

## Història
Casa pairal de la família d'Antoni Ribas de Conill (1880-1935), sens dubte el fill més il·lustre de la població. Astrònom del qual fa la seva biografia detallada J.M. Bernils